# Écosse-Nouvelle-Zélande en rugby à XV
Cet article présente l'historique des confrontations entre l'équipe d'Écosse et l'équipe de Nouvelle-Zélande en rugby à XV. Les deux équipes se sont affrontées à trente-deux reprises, dont cinq fois en Coupe du monde. Les Néo-Zélandais ont remporté trente rencontres pour deux matchs nuls.

## Historique
L'Écosse n'a jamais réussi dans l'histoire du rugby, à battre la Nouvelle-Zélande.

## Confrontations
| No | Date              | Lieu                                               | Match                     | Score   | Compétition                      |
| -- | ----------------- | -------------------------------------------------- | ------------------------- | ------- | -------------------------------- |
| 1  | 18 novembre 1905  | Inverleith, Édimbourg — Écosse                     | Écosse – Nouvelle-Zélande | 7 – 12  | Test match                       |
| 2  | 23 novembre 1935  | Murrayfield Stadium, Édimbourg — Écosse            | Écosse – Nouvelle-Zélande | 8 – 18  | Test match                       |
| 3  | 13 février 1954   | Murrayfield Stadium, Édimbourg — Écosse            | Écosse – Nouvelle-Zélande | 0 – 3   | Test match                       |
| 4  | 18 janvier 1964   | Murrayfield Stadium, Édimbourg — Écosse            | Écosse – Nouvelle-Zélande | 0 – 0   | Test match                       |
| 5  | 2 décembre 1967   | Murrayfield Stadium, Édimbourg — Écosse            | Écosse – Nouvelle-Zélande | 3 – 14  | Test match                       |
| 6  | 16 décembre 1972  | Murrayfield Stadium, Édimbourg — Écosse            | Écosse – Nouvelle-Zélande | 9 – 14  | Test match                       |
| 7  | 14 juin 1975      | Eden Park, Auckland — Nouvelle-Zélande             | Nouvelle-Zélande – Écosse | 24 – 0  | Test match                       |
| 8  | 9 décembre 1978   | Murrayfield Stadium, Édimbourg — Écosse            | Écosse – Nouvelle-Zélande | 9 – 18  | Test match                       |
| 9  | 10 novembre 1979  | Murrayfield Stadium, Édimbourg — Écosse            | Écosse – Nouvelle-Zélande | 6 – 20  | Test match                       |
| 10 | 13 juin 1981      | Carisbrook, Dunedin — Nouvelle-Zélande             | Nouvelle-Zélande – Écosse | 11 – 4  | Test match                       |
| 11 | 20 juin 1981      | Eden Park, Auckland — Nouvelle-Zélande             | Nouvelle-Zélande – Écosse | 40 – 15 | Test match                       |
| 12 | 12 novembre 1983  | Murrayfield Stadium, Édimbourg — Écosse            | Écosse – Nouvelle-Zélande | 25 – 25 | Test match                       |
| 13 | 6 juin 1987       | Jade Stadium Christchurch — Nouvelle-Zélande       | Nouvelle-Zélande – Écosse | 30 – 3  | Coupe du monde (quart de finale) |
| 14 | 9 juin 1990       | Carisbrook, Dunedin — Nouvelle-Zélande             | Nouvelle-Zélande – Écosse | 31 – 16 | Test match                       |
| 15 | 16 juin 1990      | Eden Park, Auckland — Nouvelle-Zélande             | Nouvelle-Zélande – Écosse | 21 – 18 | Test match                       |
| 16 | 30 octobre 1991   | Arm's Park, Cardiff — Pays de Galles               | Nouvelle-Zélande – Écosse | 13 – 6  | Coupe du monde (petite finale)   |
| 17 | 20 novembre 1993  | Murrayfield Stadium, Édimbourg — Écosse            | Écosse – Nouvelle-Zélande | 15 – 51 | Test match                       |
| 18 | 11 juin 1995      | Loftus Versfeld Stadium, Pretoria — Afrique du Sud | Nouvelle-Zélande – Écosse | 48 – 30 | Coupe du monde (quart de finale) |
| 19 | 15 juin 1996      | Carisbrook, Dunedin — Nouvelle-Zélande             | Nouvelle-Zélande – Écosse | 62 – 31 | Test match                       |
| 20 | 22 juin 1996      | Eden Park, Auckland — Nouvelle-Zélande             | Nouvelle-Zélande – Écosse | 36 – 12 | Test match                       |
| 21 | 24 octobre 1999   | Murrayfield Stadium, Édimbourg — Écosse            | Nouvelle-Zélande – Écosse | 30 – 18 | Coupe du monde (quart de finale) |
| 22 | 24 juin 2000      | Carisbrook, Dunedin — Nouvelle-Zélande             | Nouvelle-Zélande – Écosse | 69 – 20 | Test match                       |
| 23 | 1er juillet 2000  | Eden Park, Auckland — Nouvelle-Zélande             | Nouvelle-Zélande – Écosse | 48 – 14 | Test match                       |
| 24 | 24 novembre 2001  | Murrayfield Stadium, Édimbourg — Écosse            | Écosse – Nouvelle-Zélande | 6 – 37  | Test match                       |
| 25 | 26 novembre 2005  | Murrayfield Stadium, Édimbourg — Écosse            | Écosse – Nouvelle-Zélande | 10 – 29 | Test match                       |
| 26 | 23 septembre 2007 | Murrayfield Stadium, Édimbourg — Écosse            | Écosse – Nouvelle-Zélande | 0 – 40  | Coupe du monde (poule C)         |
| 27 | 8 novembre 2008   | Murrayfield Stadium, Édimbourg — Écosse            | Écosse – Nouvelle-Zélande | 6 – 32  | Test match                       |
| 28 | 13 novembre 2010  | Murrayfield Stadium, Édimbourg — Écosse            | Écosse – Nouvelle-Zélande | 3 – 49  | Test match                       |
| 29 | 11 novembre 2012  | Murrayfield Stadium, Édimbourg — Écosse            | Écosse – Nouvelle-Zélande | 22 – 51 | Test match                       |
| 30 | 15 novembre 2014  | Murrayfield Stadium, Édimbourg — Écosse            | Écosse – Nouvelle-Zélande | 16 – 24 | Test match                       |
| 31 | 18 novembre 2017  | Murrayfield Stadium, Édimbourg — Écosse            | Écosse – Nouvelle-Zélande | 17 – 22 | Test match                       |
| 32 | 13 novembre 2022  | Murrayfield Stadium, Édimbourg — Écosse            | Écosse – Nouvelle-Zélande | 23 – 31 | Test match                       |